# James Broun-Ramsay
Pour les articles homonymes, voir Dalhousie.
James Andrew Broun Ramsay (22 avril 1812 au château de Dalhousie, Écosse - 19 décembre 1860), 1er marquis de Dalhousie, est un homme politique britannique qui est gouverneur général des Indes de 1848 à 1856 pour le compte de la Compagnie britannique des Indes orientales.

## Biographie

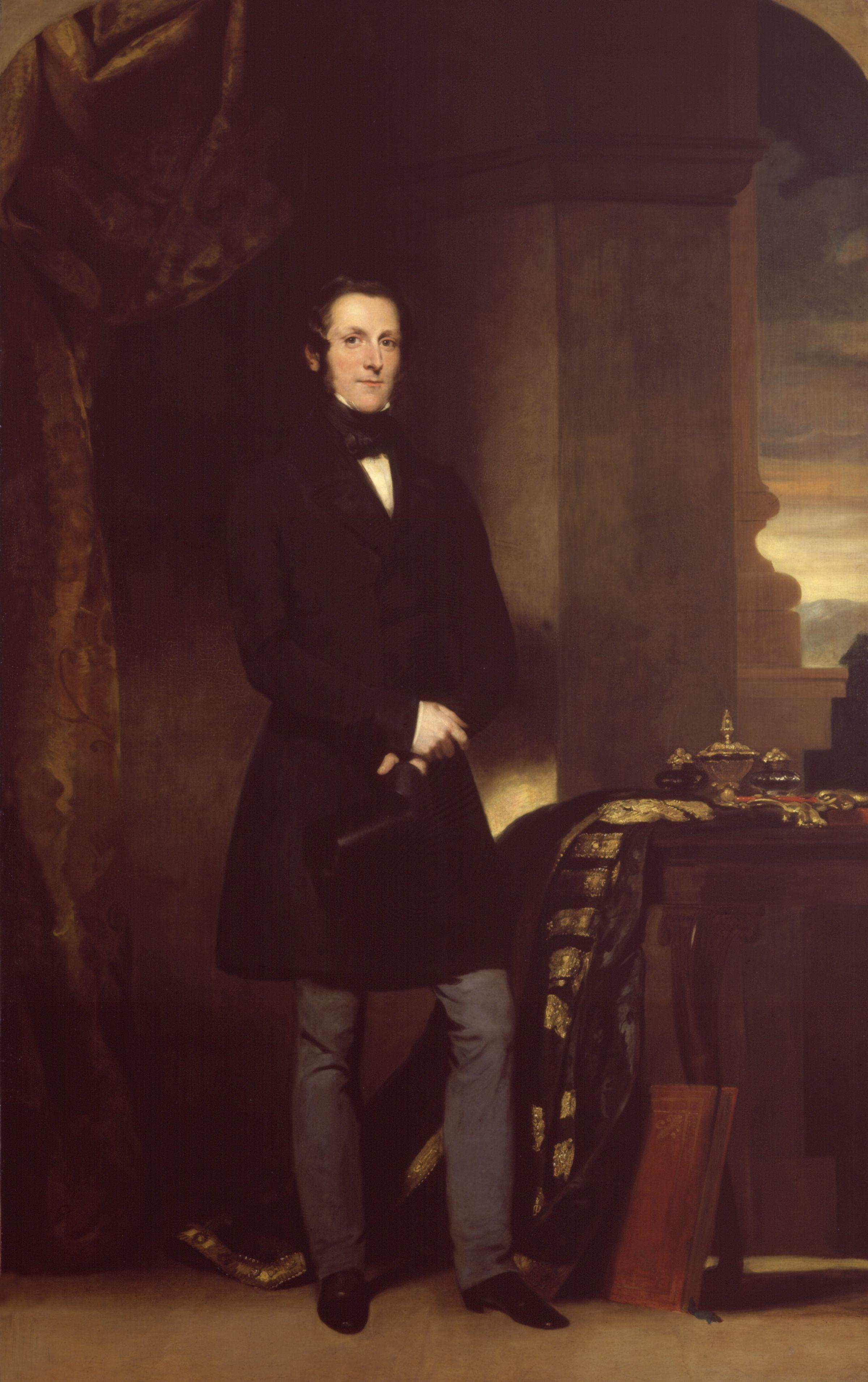
Portrait de Dalhousie.

James Broun-Ramsay est le fils de George Ramsay et de Christian Broun of Colstoun.
Il étudie au collège Christ Church d'Oxford.
En 1837, il est élu a la chambre des communes pour le comté d'Haddington (Écosse).
En 1838, il passe à la chambre des lords où il occupe la place de son père.
En 1843, il est nommé vice-président du Board of Trade grâce au duc de Wellington et à Robert Peel.
En 1845, il remplace Gladstone comme président.
En 1847, il est nommé gouverneur général des Indes orientales. le 29 mars 1849, il annexe le Pendjab au prix d’une sanglante répression. Il étend l’emprise britannique en prenant le contrôle de divers royaumes et soulève une profonde hostilité au sein de la noblesse et du peuple. Le souverain sikh est assigné à résidence et un Board of Governement est chargé de l’administration du Pendjab. Les innovations apportées et les restrictions imposées à la tradition sikh, ainsi qu’au commerce des esclaves, sont accueillies avec méfiance et un ressentiment croissant.
- en 1852, il nomme une commission qui confisque dans le Dekkan plus de 20 000 grandes propriétés (1852-1857). La Compagnie annexe le territoire de tout souverain mort sans héritier mâle.
- en 1854, sur le conseil de la Compagnie anglaise des Indes orientales, il fait occuper Jhansi (Bengale), qui connaît une crise politique ouverte à l’occasion de la montée sur le trône du nouveau roi, Anando Rao, âgé de cinq ans.
- il a créé les chefs suprêmes de district
- il réprime l'insurrection des Sikhs
- Il s'empare de la province birmane de Pégou (deuxième guerre anglo-birmane, 1852)
- il annexe de riches districts
- il reforme les finances
- il accroît le commerce
- il développe la navigation fluviale
- il fait installer le chemin de fer
- il creuse le canal du Gange, etc.

En 1856, il cède sa place à la suite d'ennuis de santé. Il lègue une Inde florissante, mais sa politique d'annexion à outrance lui est sévèrement reproché et ses successeurs en payent le prix (ex. : révolte des Cipayes en 1857).
Il meurt le 19 décembre 1860 en Ecosse, des suites et conséquences du paludisme qu'il avait eu en Inde.